# Cinochira atra
Cinochira atra är en tvåvingeart som beskrevs av Zettersted 1845. Cinochira atra ingår i släktet Cinochira och familjen parasitflugor. Arten är reproducerande i Sverige. Inga underarter finns listade i Catalogue of Life.